# حطاي سبور
نادي هاطاي سبور (بالتركية: Hatayspor Kulübü) هو نادي تركي من منطقة هاتاي تأسس عام 1967 ويلعب في الدوري التركي الممتاز.

## روابط إضافية
- الموقع الرسمي